# Schukiw-Insel
Die Schukiw-Insel (ukrainisch Жуків острів, russisch Жуков остров Schukow ostrow) ist eine Flussinsel des Dnepr im Süden der ukrainischen Hauptstadt Kiew. Ein Großteil der Insel, die seit den 1960er Jahren über einen Damm mit dem rechten Dneprufer verbunden ist, steht unter Naturschutz.
Die Insel liegt in der Strommitte zwischen dem linken Dneprufer und der Kosaken-Insel und gehört administrativ zum Kiewer Stadtrajon Holossijiw. Die Länge der Insel beträgt etwa 3,6 km und die breitesten Stelle der Insel beträgt etwa 1000 m.
Die Schukiw-Insel war früher Jagdrevier der Fürsten und gehörte teilweise zum Kiewer Höhlenkloster und wurde als Weideland genutzt. In den 1930er Jahren wurde hier eine Untertunnelung des Dnepr begonnen, aber nicht vollendet.
Die Flussauen an der Insel sind eine Seltenheit in Europa. Die Flora umfasst mehr als 120 seltene, teilweise unter Schutz stehende Pflanzenarten. Die größte Tiergruppe auf der Insel bilden die Vögel, von denen ebenfalls ein großer Teil zu den seltenen oder gefährdeten Arten, wie der Seeadler, zählt. Nach Ornithologen ist die Insel für die Erhaltung und Vermehrung des Rebhuhns von größter Bedeutung. An Säugetieren finden sich auf der Insel Hermelin, Fischotter, Biber, Steinmarder, Marderhund, Schermaus und Bisamratte. Des Weiteren leben hier etwa 20 unterschiedliche Fischarten.